# Пози, Джозеф Лейд
Джозеф Лейд Пози (англ. Joseph Lade Pawsey; 1908—1962) — австралийский астроном.
Член Австралийской академии наук (1954) и Лондонского королевского общества (1954).

## Биография
Родился в Арарате (штат Виктория), в 1931 году окончил Мельбурнский университет, в 1931—1934 годах продолжал образование в Кембриджском университете (Англия). В 1934—1939 годах работал в Англии в исследовательской лаборатории электротехнической компании «EMI», с 1940 года — в Радиофизической лаборатории Организации научно-промышленных исследований в Сиднее. 
Основные труды в области радиоастрономии. Был одним из первых радиофизиков, занявшихся радиоастрономическими исследованиями после окончания Второй мировой войны. До 1945 года изучал распространение радиоволн в земной атмосфере, принимал участие в разработке телевизионной и радарной техники. В 1945 году организовал и в дальнейшем возглавлял радиоастрономические исследования в Австралии. Изучал в основном радиоизлучение Солнца. В 1945 году установил связь между потоком радиоизлучения и активностью пятнообразования; в 1946 году указал, что излучение не может возникать в результате тепловых процессов в пятнах, и предположил, что оно вызвано сильными электрическими возмущениями в атмосфере Солнца. В 1946 года подтвердил существование предсказанного В. Л. Гинзбургом и Д. Ф. Мартином излучения солнечной короны в метровом диапазоне длин волн, соответствующего электронной температуре порядка 106 К. В начале 1950-х годов провёл (совместно с Л. Л. Мак-Криди и Ф. Ф. Гарднером) ряд исследований земной ионосферы — отождествил и измерил тепловое радиоизлучение ионосферы, соответствующее температуре 300 K, высоту излучающей области и электронную концентрацию в ней. Много занимался вопросами радиоастрономического приборостроения, принимал активное участие в создании 64-метрового радиотелескопа для Радиофизической лаборатории Организации научно-промышленных исследований в Сиднее.

## Награды и признание
- 1953 — Медаль Лайла[англ.]
- 1957 — Медаль и лекция Мэтью Флиндерса[англ.]
- 1960 — Медаль Хьюза, «For his distinguished contributions to radio astronomy both in the study of solar and of cosmic ray emission»

В его честь назван кратер на Луне и Медаль Пози.

## Публикации

### На русском языке
- Дж. Л. Пози, Р. Н. Брейсуэлл. Радиоастрономия. — Москва: Издательство иностранной литературы, 1958.

### На английском языке
- R.N. Bracewell and J.L. Pawsey, Radio Astronomy, 1955, Clarendon Press.
- J L Pawsey et al., «Cosmic radio waves and their interpretation», 1961, Rep. Prog. Phys. 24.